# Oberaich
Oberaich ist eine Ortschaft und Katastralgemeinde in der Stadtgemeinde Bruck an der Mur im Bezirk Bruck-Mürzzuschlag in der Steiermark.

## Geografie
Oberaich umfasst den Talbereich rechts südlich des Flusses Mur zwischen der Stadt Bruck an der Mur und Niklasdorf.

## Geschichte
Die ehemalige Marktgemeinde mit 3243 Einwohnern wurde mit 1. Jänner 2015 im Rahmen der Gemeindestrukturreform in der Steiermark in die Stadtgemeinde Bruck an der Mur eingemeindet.
Die Marktgemeinde bestand aus fünf Katastralgemeinden (Fläche Stand 31. Dezember 2023):
- rechts (südlich) der Mur:
  - Oberaich (2.003,17 ha)
  - Streitgarn (338,68 ha)
  - Forstwald (427,92 ha)
- links (nördlich) der Mur:
  - Oberdorf-Landskron (911,58 ha)
  - Picheldorf (1.006,63 ha)

Das Gemeindegebiet der Marktgemeinde umfasste folgende neun Ortschaften ((Einwohner Stand 1. Jänner 2024)):
- Heuberg (51)
- Kotzgraben (20)
- Mötschlach (49)
- Oberaich (497)
- Oberdorf (202)
- Picheldorf (170)
- Sankt Dionysen (196)
- Urgental (713)
- Utschtal (1188)

## Kultur und Sehenswürdigkeiten
- Katholische Pfarrkirche St. Dionysen-Oberaich
- Katholische Filialkirche Utschtal-Oberaich hl. Ulrich

## Wirtschaft und Infrastruktur

### Vereine
- Trachtenkapelle Oberaich
- Marktmusik St. Dionysen

## Politik
- Letzter Bürgermeister war bis Ende 2014 Gerhard Weber (SPÖ).
- Der Gemeinderat mit 15 Mitgliedern hatte bei der letzten Gemeinderatswahl 2010 folgende Verteilung: 11 SPÖ und 4 ÖVP.